# 貝爾普萊恩鎮區 (明尼蘇達州斯科特縣)
貝爾普萊恩鎮區（英語：Belle Prairie Township）是位於美國明尼蘇達州斯科特縣的一個行政鎮區。

## 地方資料
貝爾普萊恩鎮區的面積為97.83平方千米，皆為陸地。根據2020年美國人口普查的數據，當地共有人口870人，而人口密度為每平方千米8.89人。